# Moonwalk
A moonwalk egy olyan táncforma, amely azt a hatást kelti, mintha a táncost hátrafelé húznák, miközben előrefelé szeretne menni. A break tánc mozdulatok közé tartozik. A tánc első formája az 1930-as években lett filmre felvéve, majd egyre gyakoribb lett az 1970-es években, és végül akkor vált népszerűvé a világon, amikor Michael Jackson 1983. március 25-én a Motown 25: Yesterday, Today, Forever című koncerten bemutatta. Ez a mozdulat azóta a védjegyévé vált, és mostanra az egyik legismertebb táncmozdulat a világon.

A táncforma

## Az illúzió
Az illúzió az, hogy a táncos csúszik hátrafelé. A figyelmet felkelti azzal, hogy felkapja a lábát, aztán a háta mögé csúsztatja és súlyt helyez rá, majd ugyanezt megcsinálja a másik lábával is, amit addig ismétel folyamatosan, amíg létre nem jön maga a moonwalk tánc.

### Michael Jackson
A tánc a nagyérdeműnek 1983-ban lett bemutatva, amikor Michael Jackson szerepelt egy televíziós különkiadásban, a Motown 25: Yesterday, Today, Forever koncertben, március 25-én. Ian Inglis megírta, hogy Jackson tánca sok afroamerikai elemet tartalmazott a koncert során. A közönség felzúdult amikor meglátta a tánclépést. Nelson George szerint Jackson táncjátéka „egyesítette Jackie Wilson atlétikai tehetségét James Brown tevejárásával.”

## Fordítás
- Ez a szócikk részben vagy egészben  a   Moonwalk (dance) című angol Wikipédia-szócikk fordításán alapul.  Az eredeti cikk szerkesztőit annak laptörténete sorolja fel. Ez a jelzés csupán a megfogalmazás eredetét és a szerzői jogokat jelzi, nem szolgál a cikkben szereplő információk forrásmegjelöléseként.